# Comunidade LGBT
A comunidade LGBT é um grupo de indivíduos que representa diferentes indivíduos fora das normas binárias de gênero e sexualidade (homem e mulher), reunindo assim gêneros como lésbicas, gays, bissexuais, transexuais e, assexuais. Historicamente marginalizados e excluídos da representatividade social.
Os grupos abrangidos pela sigla são: lésbicas, gays, bissexuais e transgênero. Versões mais extensas da sigla abrangem outras sexualidades e identidades de gênero, como queer, assexuais, agênero, arromânticos, pansexuais, polissexuais, pessoas não binárias e intersexo, além de outras subculturas reunidas por culturas comuns e por movimentos sociais. A comunidade prega a liberdade do direito constitucional de serem assistidos pelo governo e socialmente respeitados. Reúnem-se em organizações LGBT+, onde vivenciam suas culturas através de gírias, vestimentas e costumes, objetivando implementar suas subculturas no espaço urbano, unidos por uma cultura comum em movimentos de direitos civis. Estas comunidades geralmente celebram o orgulho, a diversidade, a individualidade e a sexualidade.
Ativistas LGBT enxergam as construções na comunidade como um antídoto para os papeis sociais de gênero, LGBTfobia (homo/gay/lesbo, trans e pan/bifobia), heterossexismo, discriminação contra indivíduos não-binários, intersexismo, cissexismo, alossexismo, binarismo de gênero, sexo-negatividade e as pressões conformistas existentes na sociedade em geral.
O termo Orgulho LGBT é a expressão usada para expressar a identidade da comunidade LGBT e a sua força coletiva; as paradas LGBT fornecem um exemplo da primeira utilização e demonstração do significado geral do termo. A comunidade LGBT é diversa em todas as suas características, mas unida por alguns objetivos em comum.

## Símbolos
As comunidades LGBT adotaram diversos símbolos com os quais se identificam e são identificados, demonstrando união, orgulho e partilha de valores. Os símbolos LGBT+ comunicam, ainda, ideias, conceitos, história e identidades. Os símbolos mais reconhecidos são o triângulo rosa e a bandeira arco-íris.
De acordo com Gilbert Baker, criador da bandeira conhecida como bandeira arco-íris, tem representado em cada uma de suas cores os aspectos listados:
- rosa: sexualidade
- vermelho: vida
- laranja: cura
- amarelo: sol
- verde: natureza
- azul: arte
- violeta: espírito